# Olympische Sommerspiele 1996/Teilnehmer (Dominikanische Republik)
| Gelbes Symbol für Goldmedaillen mit stilisierten Olympischen Ringen | Graues Symbol für Silbermedaillen mit stilisierten Olympischen Ringen | Braundes Symbol für Bronzemedaillen mit stilisierten Olympischen Ringen |
| ------------------------------------------------------------------- | --------------------------------------------------------------------- | ----------------------------------------------------------------------- |
| —                                                                   | —                                                                     | —                                                                       |

Die Dominikanische Republik nahm bei den Olympischen Sommerspielen 1996 zum neunten Mal an Olympischen Sommerspielen teil. Die Mannschaft bestand aus 16 Sportlern, von denen zwölf männlich und vier weiblich waren. Sie starteten in 16 Wettbewerben in sieben Sportarten und konnten dabei keine Medaille gewinnen. Die jüngste Teilnehmerin war die Leichtathletin Juana Rosario Arrendel mit 17 Jahren und 310 Tagen, die älteste war Blanca Alejo mit 34 Jahren und 131 Tagen, die im Tischtennis startete. Während der Eröffnungsfeier am 19. Juli 1996 trug der Boxer Joan Guzmán die Flagge der Dominikanischen Republik in das Olympiastadion.

## Teilnehmer
| Name                   | Alter | Geschlecht | Sportart       | Resultat(e)                                   |
| ---------------------- | ----- | ---------- | -------------- | --------------------------------------------- |
| Blanca Alejo           | 34    | weiblich   | Tischtennis    | Platz 49 im Einzel                            |
| Juana Rosario Arrendel | 17    | weiblich   | Leichtathletik | Platz 27 in der Hochsprung-Qualifikation      |
| Francis Figuereo       | 26    | männlich   | Judo           | Platz 23 im Halb-Leichtgewicht                |
| José Augusto Geraldino | 25    | männlich   | Judo           | Platz 21 im Schwergewicht                     |
| Alfonso Grullart       | 29    | männlich   | Gewichtheben   | Platz 30 im Federgewicht                      |
| Joan Guzman            | 20    | männlich   | Boxen          | Platz 17 im Fliegengewicht                    |
| Gabriel Hernández      | 23    | männlich   | Boxen          | Platz 17 im Leicht-Schwergewicht              |
| Julio Luciano          | 18    | männlich   | Leichtathletik | Platz 25 in der Hochsprung-Qualifikation      |
| Rogelio Martínez       | 22    | männlich   | Boxen          | Platz 17 im Weltergewicht                     |
| Adalberto Méndez       | 21    | männlich   | Leichtathletik | Platz 6 im achten Vorlauf über 100 Meter      |
| Miguel Mojica          | 20    | männlich   | Boxen          | Platz 17 im Leichtgewicht                     |
| Johnny Nolasco         | 20    | männlich   | Boxen          | Platz 9 im Bantamgewicht                      |
| José Pérez Reyes       | 21    | männlich   | Boxen          | Platz 17 im Leicht-Fliegengewicht             |
| Dulce Piña             | 29    | weiblich   | Judo           | Platz 9 im Mittelgewicht                      |
| Joëlle Schad           | 23    | weiblich   | Tennis         | Platz 33 im Einzel                            |
| Ulises Valentin        | 28    | männlich   | Ringen         | Platz 13 im Fliegengewicht griechisch-römisch |